# Flevowijk
Flevowijk is een buurt in de Nederlandse gemeente Kampen en maakt deel uit van de woonwijk Flevowijk-Cellesbroek-Middenwetering. De Flevowijk wordt begrensd door: Jacob Catsstraat, Cellesbroeksweg, Loriéstraat en de Europa-allee. De eerste huizen werden er begin jaren 1960 gebouwd. De buurt kent diverse speelplaatsen voor (kleinere) kinderen met diverse speeltoestellen en een zandbak.

## Basisscholen
De wijk kent twee basisscholen:
- Willem van Oranjeschool (christelijk onderwijs)
- Het Meerrijk (openbaar onderwijs)

## Winkelcentrum
Aan de Lovinkstraat is het wijkwinkelcentrum gevestigd met onder meer een supermarkt, een groentewinkel, een snackbar, een banketbakker, een slijterij, een bloemist en een apotheek.

## Sportverenigingen
Diverse sportverenigingen zijn in de buurt gevestigd. Allen op Sportpark De Maten.
Badminton
- Kamper Badmintonclub
- Juventa

Korfbal
- DOS Kampen

Tafeltennis
- Kampenion

Voetbal
- VV Kampen
- DOS Kampen